# Cauron
Der Cauron ist ein Fluss im Südosten Frankreichs, der im Département Var in der Region Provence-Alpes-Côte d’Azur verläuft. Er entspringt im Regionalen Naturpark Sainte-Baume, im Gemeindegebiet von Nans-les-Pins, an der Nordostflanke der Bergkette Chaîne de la Sainte-Baume, entwässert generell in nordöstlicher Richtung und mündet nach rund 29 Kilometern im Gemeindegebiet von Bras als rechter Nebenfluss in den Argens.

## Orte am Fluss
(Reihenfolge in Fließrichtung)
- Nans-les-Pins
- Saint-Maximin-la-Sainte-Baume
- Bras